# 都道府県警察航空隊
都道府県警察航空隊（とどうふけんけいさつこうくうたい）は、都道府県警察本部の警備部に所属する執行隊の一つであり、ヘリコプターなどの航空機を運用して各種警察活動を行う組織である。

## 来歴
警察庁では、昭和35年度から各都道府県警察へのヘリコプターの導入を開始し、昭和38年度までにピストンエンジンの小型ヘリコプター6機を配備して、警視庁・大阪・福岡・北海道を拠点として、おおむね管区単位で広域運用を図った。その後、昭和41年度で大阪府警察に川崎/ベルKH-4 1機が導入されたものの、これは同年の全日空松山沖墜落事故に伴う二重遭難事故で失われた機体の補充機であり、1960年代を通じて、国有機6機の体制が維持された。
この間、ヘリコプターの改良発達はめざましく、また警察用航空機の需要も著しく増大していた。これに応じて、警視庁では、1968年に富士-ベル204Bを追加導入していた。また昭和46年度からは国有機の増強も開始されたが、こちらもいずれもターボシャフトエンジン搭載の高性能機とされた。
大規模災害対応における運用が増加し、広域運用の強化などによる災害対処能力の向上が求められていることなどを踏まえ、航空機の運用に万全を期すため、警察法施行令（昭和二十九年政令第百五十一号）十三条の規定に基づき、警察用航空機の運用等に関する規則を改正施行（令和三年国家公安委員会規則第一号）し、令和3年度から航空機の運用事務を地域部門から警備部門に移管した。

## 任務
主な任務は以下のとおりである。
- 災害その他の場合における警備実施
- 警ら、遭難者の捜索救助その他の警察業務の支援

具体例としては
- パトロール（警ら）活動
- 犯人の捜索・追跡活動
- 交通状況調査、交通情報の提供、交通安全広報活動
- 公害事案の監視活動
- 廃棄物不法投棄等の監視活動

また、山岳警備隊などが設置されている地域の航空隊では、遭難者の救助活動を担当している。さらに、大規模災害が発生した際には、広域緊急援助隊を速やかに被災地に派遣し、ハイジャックやテロ事件等の重大事件が発生した際には、特殊部隊 (SAT)を現場に展開させるなどの任務にも当たる。
都道府県や政令指定都市消防局の消防防災ヘリコプターが運行出来ない場合、要請により、離島・僻地からの救急搬送に出動する。

## 機材
通常、航空隊が使用するヘリコプターは、警察庁が購入した国有財産であるが、一部のヘリコプターは都府県が購入しており、自治体所有となっている。ヘリコプターの機種や配備数は都道府県警察により異なるが、以下の機種が使用されている（2015年2月現在）。
塗色は機首が黒色、機体はオレンジ色の縦帯を巻いた空色と銀色のツートーン。これは全国で共通。メインローターは白と赤の縞模様で統一されているが、テールローターは赤白と黒白の2種類が存在する。近年、オレンジ色の縦帯を塗装しない機体が増えてきている。。

一部の整備は朝日航洋などの民間企業に委託されている。

### 装備
一部のヘリコプターに設置されている装備として、以下のものが挙げられる。
- ヘリコプターテレビシステム
振動で映像が乱れない「防振カメラ」を機体外部に設置し、地上の状況を中継するシステム。通称「ヘリテレ」と呼ばれている。
- 赤外線カメラ
夜間飛行用のカメラ。機体外部に設置されている。
- レスキュー・ホイスト
ケーブルを電動または油圧を用いて巻き上げる救助用のウインチ。機体側面に設置されている。救助隊員が降下し、要救助者を吊り上げて収容する際に使用。

この他に、遭難者救助用の各種機材をヘリコプターに搭載する。
| 区分 | 機種            | メーカー                         | 配備先 | 備考                |
| ---- | --------------- | -------------------------------- | --- | ------------------- |
| 小型 | ベル 206        | ベル・ヘリコプター・テキストロン | 神奈川 大阪 |                     |
| 小型 | ベル 429        | ベル・ヘリコプター・テキストロン | 長崎 |                     |
| 小型 | EC135           | ユーロコプター                   | 警視庁 北海道 埼玉 福井 大阪 徳島 高知 宮崎福岡                                                                               |                     |
| 小型 | A109            | アグスタ                         | 警視庁 北海道 宮城 山形 福島 群馬 埼玉 神奈川 新潟 静岡 愛知 三重 滋賀 奈良 兵庫 岡山 鳥取 島根 広島 山口 愛媛 佐賀 大分 沖縄 |                     |
| 小型 | BK117           | 川崎重工業 MBB共同開発           | 秋田 岩手 茨城 栃木 埼玉 千葉 神奈川 愛知 石川 京都 和歌山 熊本                                                               |                     |
| 中型 | ベル 412        | ベル・ヘリコプター・テキストロン | 警視庁 北海道 青森 福島 山梨 新潟 愛知 岐阜 大阪 福岡 鹿児島                                                                  |                     |
| 中型 | AS365ドーファン | ユーロコプター                   | 神奈川 長野 静岡 広島 福岡 |                     |
| 中型 | EC155           | ユーロコプター                   | 警視庁 兵庫 | AS365の改良型       |
| 中型 | S-76B           | シコルスキー・エアクラフト       | 兵庫 香川 |                     |
| 中型 | AW139           | アグスタウェストランド           | 警視庁 北海道 宮城 福島 千葉 新潟 長野 富山 大阪 鹿児島 沖縄                                                                  |                     |
| 大型 | S-92            | シコルスキー・エアクラフト       | 警視庁 | 2020年4月に登録抹消 |
| 大型 | EH101           | アグスタウェストランド           | 警視庁 | 2018年6月に登録抹消 |
| 大型 | EC225/H225      | エアバス・ヘリコプターズ         | 警視庁 福岡 沖縄 |                     |

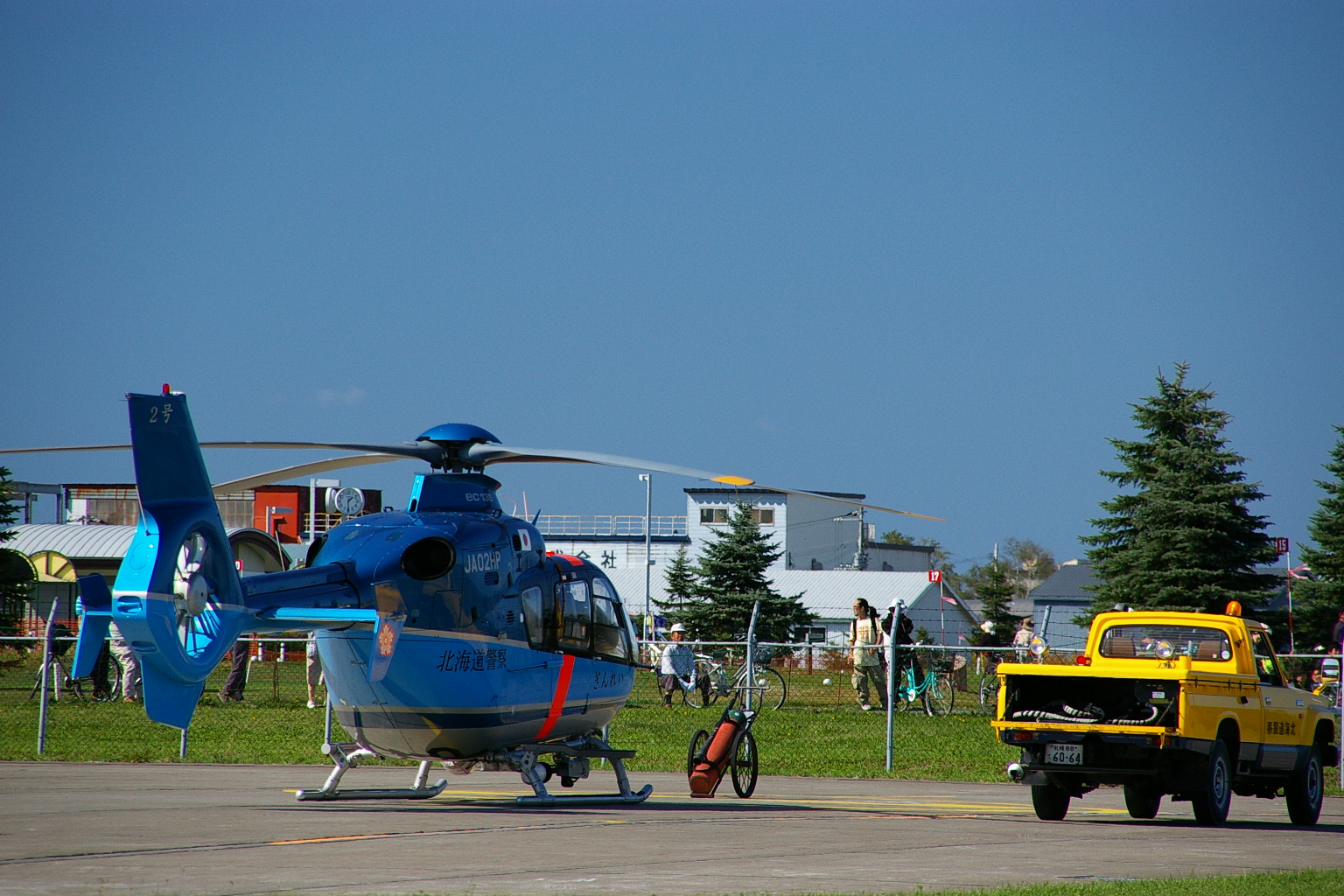
EC135 北海道警察「ぎんれい2号」
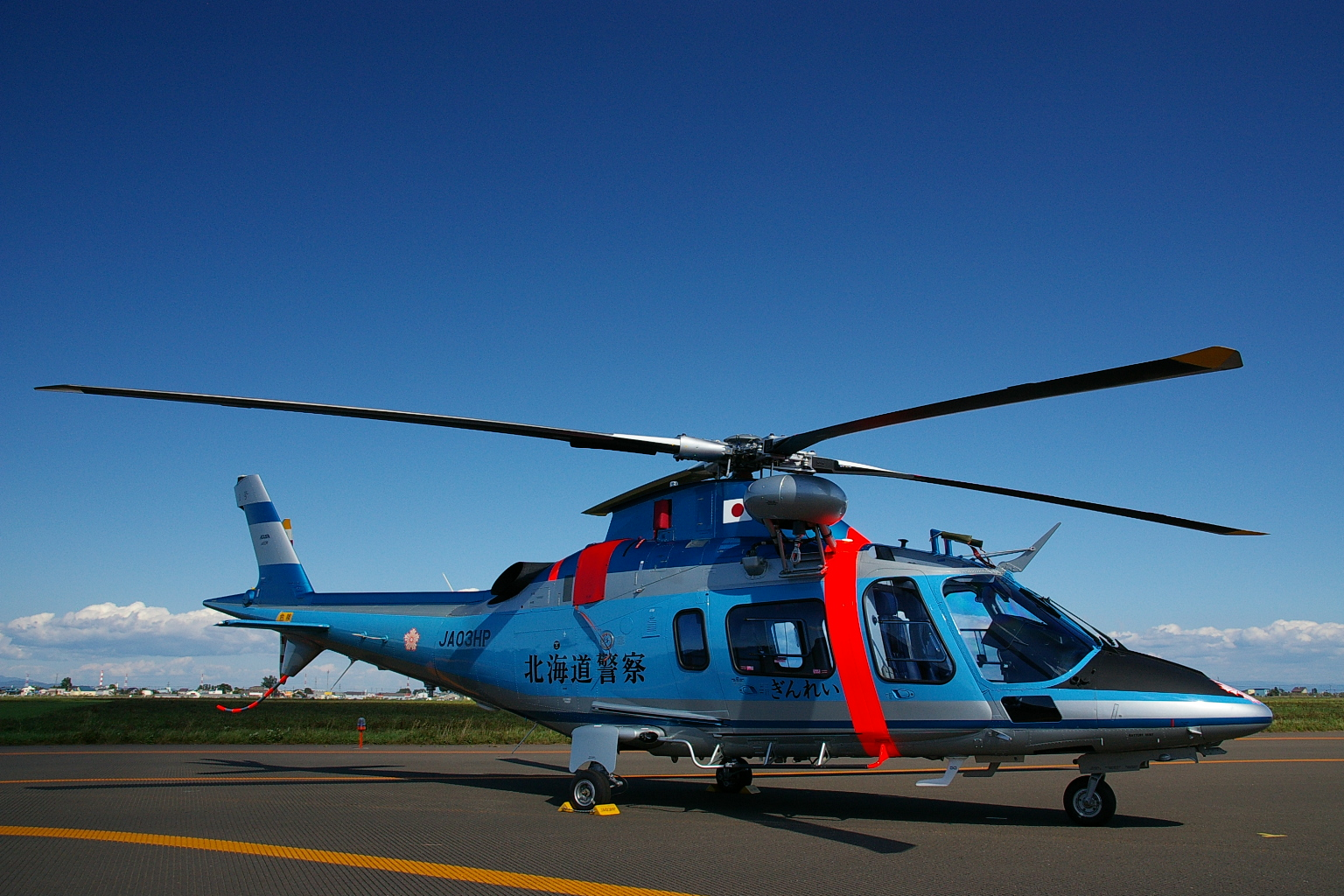
A109 北海道警察「ぎんれい1号」
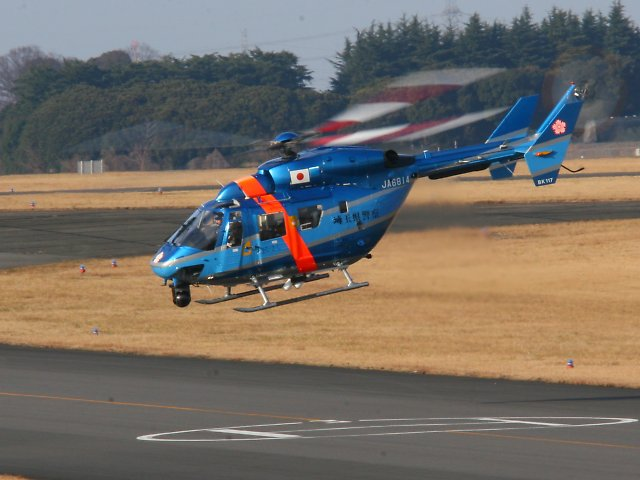
BK117 埼玉県警察「むさし」
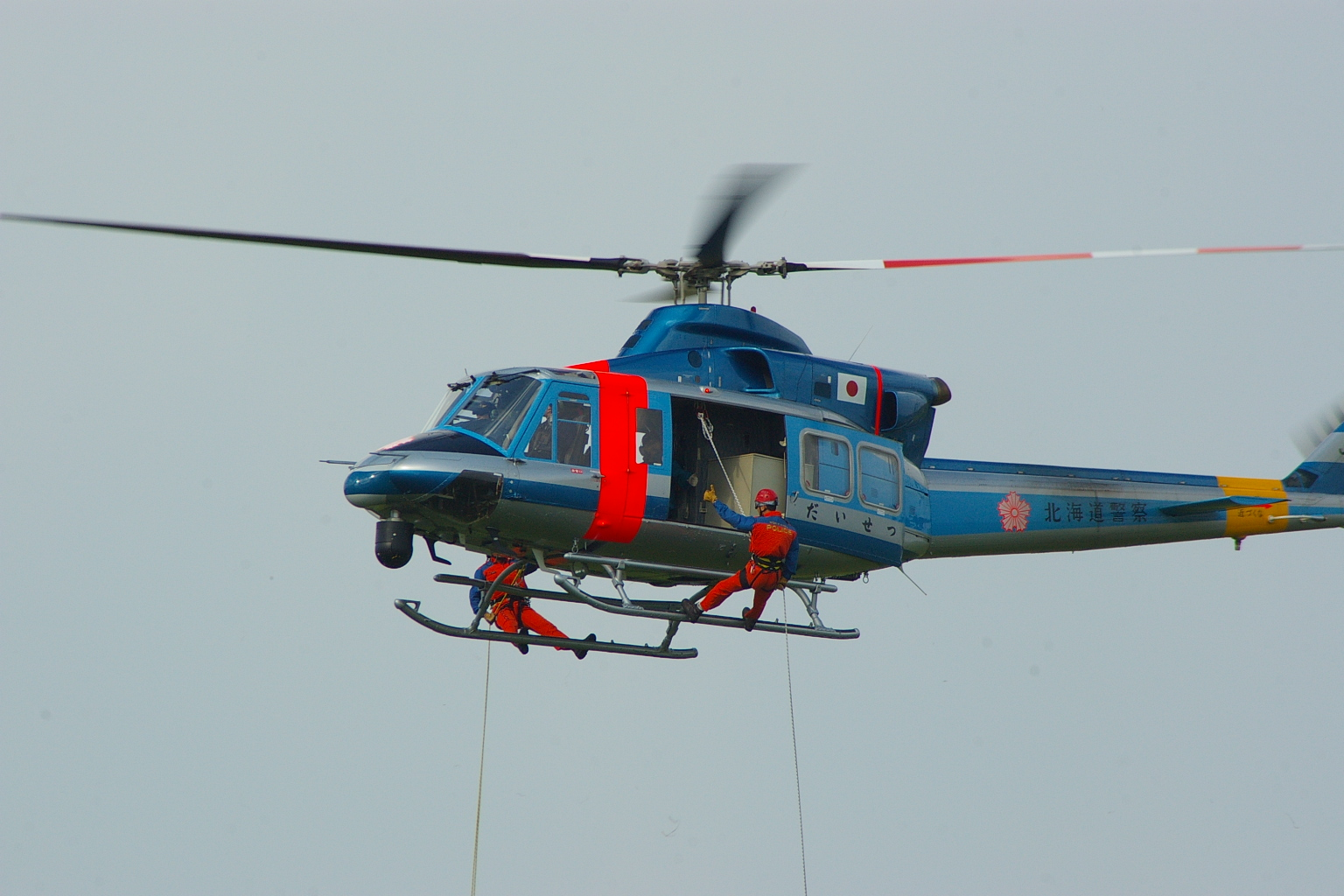
ベル 412 北海道警察「だいせつ2号」
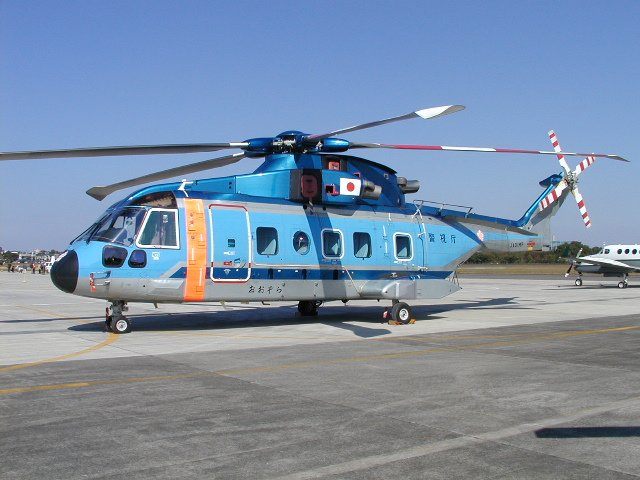
EH101 警視庁「おおぞら1号」
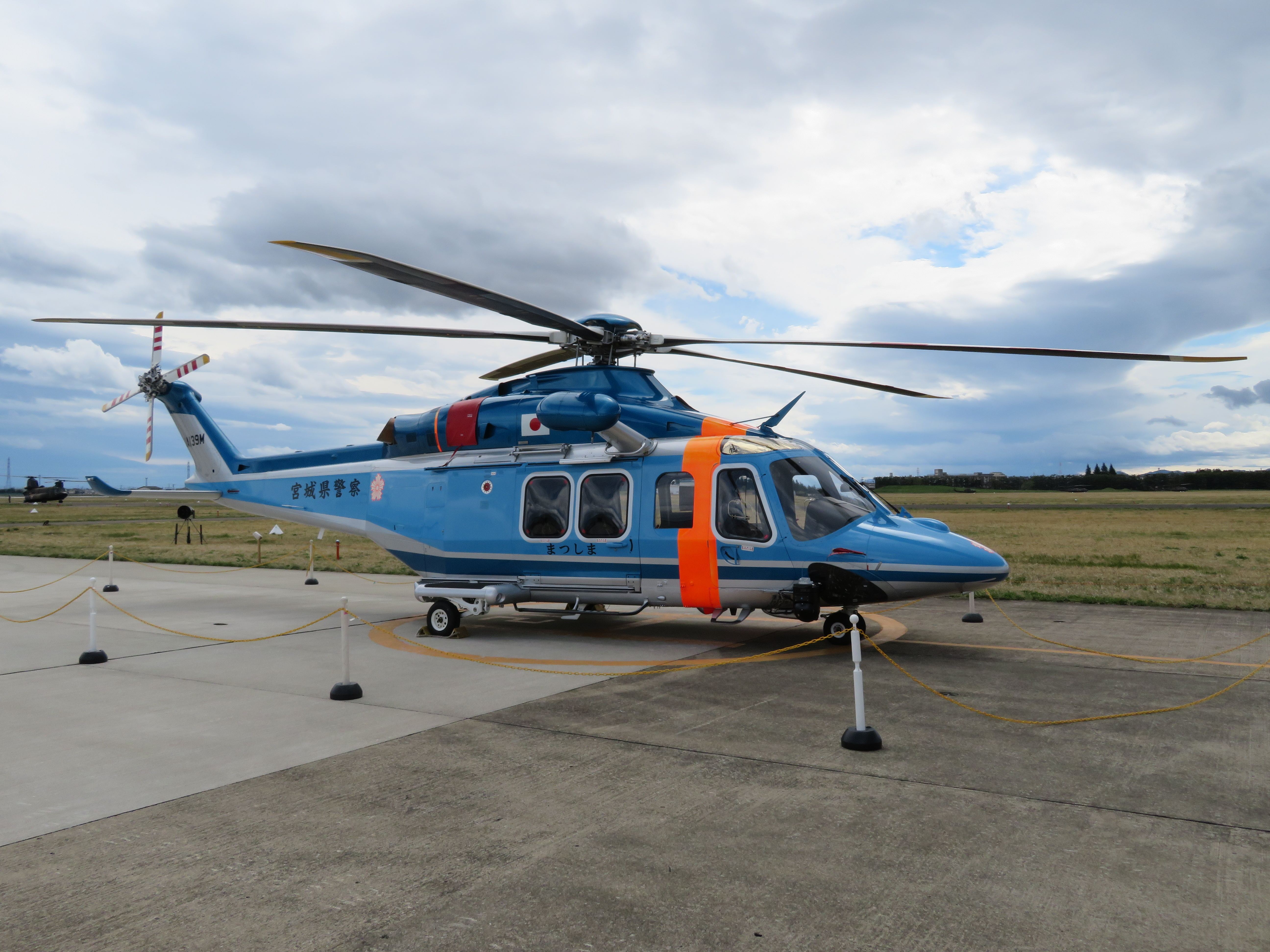
宮城県警察「まつしま」

### テロ対策機

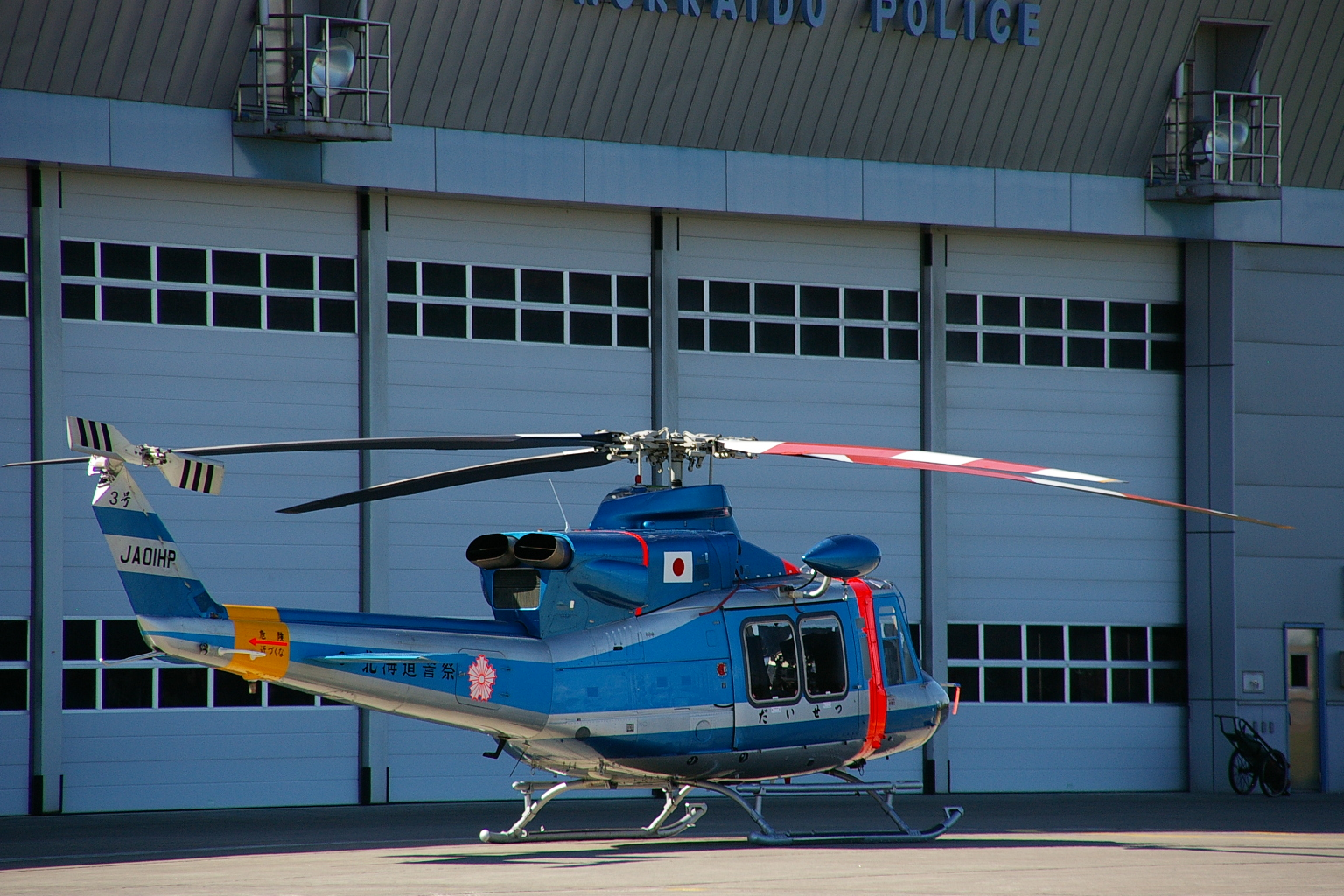
北海道警察「だいせつ3号」

近年、一部地域の航空隊に、テロ対策機能を強化したヘリコプターが配備されている。これは中型ヘリコプターベル 412EPに、夜間飛行用の赤外線カメラや、電線を切断するためのワイヤーカッター等を装備したもので、機体は抗弾仕様であると言われている。
テロ対策機は、特殊部隊（SAT）と連携して運用するため、SATが置かれている都道府県警察に配備されている。
また、各機体の所属、名称、登録番号は以下のとおりである。
- 警視庁…おおとり8号 (JA18MP)
- 大阪府警察…まいしま (JA6868)
- 北海道警察…だいせつ3号 (JA01HP)
- 愛知県警察…あけぼの (JA21AP)
- 福岡県警察…とびうめ2号 (JA01FP)

これらのヘリコプターは必ずしも「SAT専用機」ではなく、航空隊の警戒飛行にも使用される。また、大規模災害が発生した際には、災害支援ヘリコプターとして広域緊急援助隊などが使用する。
なお千葉県警察、神奈川県警察、沖縄県警察にはSATが置かれているが、ベル 412EPは配備されていない。これらの県警察には、中型ヘリコプターAS365ドーファンや、AW139が配備されている。

## 隊員
隊員は操縦士、「ヘリコプターテレビシステム」等の操作や救助要員として搭乗する特務員、整備士等に分かれている。
自衛隊や海上保安庁に比べ人数が少ないため、効率の観点から操縦士や整備士の内部養成は行っていない。操縦士は警視庁航空隊のように選抜した警察官を外部の養成所（陸上自衛隊航空学校など）に派遣する余裕のある自治体は少なく、多くは自衛隊や民間からの中途採用に頼っている。また整備士も航空関係の専門学校から新卒採用するか、民間から中途採用している。
通常、隊長・操縦士などは警察官だが、整備士は警察職員であることも多い。専門職であるため基本的に異動はない。
整備士はヘリに搭乗してヘリテレ操作やホイスト操作も行うなど、自衛隊の航空士に近いシステムである。

## 配備機一覧
都道府県警察に配備され、現役で稼働中のヘリコプターは以下のとおりである（2024年12月現在）。
| 管区                           | 都道府県                           | 愛称         | 機体番号 | 機種                             | 基地                 | 所有     | 備考                       |
| ------------------------------ | ---------------------------------- | ------------ | -------- | -------------------------------- | -------------------- | -------- | -------------------------- |
| 北海道警察航空隊（北海道警察） | 北海道警察航空隊（北海道警察）     | だいせつ1    | JA04HP   | AW139                            | 札幌飛行場           | 警察庁   |                            |
| 北海道警察航空隊（北海道警察） | 北海道警察航空隊（北海道警察）     | だいせつ2    | JA05HP   | AW139                            | 札幌飛行場           | 警察庁   |                            |
| 北海道警察航空隊（北海道警察） | 北海道警察航空隊（北海道警察）     | だいせつ3    | JA01HP   | ベル 412EP                       | 札幌飛行場           | 警察庁   | テロ対策機                 |
| 北海道警察航空隊（北海道警察） | 北海道警察航空隊（北海道警察）     | ぎんれい1    | JA03HP   | A109E                            | 札幌飛行場           | 警察庁   |                            |
| 北海道警察航空隊（北海道警察） | 北海道警察航空隊（北海道警察）     | ぎんれい2    | JA21DK   | H135                             | 帯広空港             | 警察庁   | 帯広分遣隊                 |
| 東北管区警察局                 | 青森県警察航空隊（青森県警察）     | はくちょう   | JA826A   | ベル 412EP                       | 青森空港             | 警察庁   |                            |
| 東北管区警察局                 | 岩手県警察航空隊（岩手県警察）     | ぎんが       | JA412X   | SUBARU BELL 412EPX               | 花巻空港             | 警察庁   |                            |
| 東北管区警察局                 | 秋田県警察航空隊（秋田県警察）     | やまどり     | JA005Y   | BK117D-3                         | 秋田空港             | 警察庁   |                            |
| 東北管区警察局                 | 宮城県警察航空隊（宮城県警察）     | くりこま     | JA109M   | A109E                            | 霞目飛行場           | 警察庁   |                            |
| 東北管区警察局                 | 宮城県警察航空隊（宮城県警察）     | まつしま     | JA139M   | AW139                            | 霞目飛行場           | 警察庁   |                            |
| 東北管区警察局                 | 山形県警察航空隊（山形県警察）     | がっさん     | JA80GT   | A109E                            | 山形空港             | 警察庁   |                            |
| 東北管区警察局                 | 福島県警察航空隊（福島県警察）     | ばんだい     | JA110B   | A109E                            | 福島県警察ヘリポート | 警察庁   |                            |
| 東北管区警察局                 | 福島県警察航空隊（福島県警察）     | あずま2      | JA139F   | AW139                            | 福島県警察ヘリポート | 警察庁   | 保管                       |
| 東北管区警察局                 | 福島県警察航空隊（福島県警察）     |              | JA110F   | BK117D-3                         |                      | 警察庁   | 予定                       |
| 警視庁航空隊（警視庁）         | 警視庁航空隊（警視庁）             | おおとり1    | JA11MP   | EC155-B1                         | 立川飛行場           | 東京都   |                            |
| 警視庁航空隊（警視庁）         | 警視庁航空隊（警視庁）             | おおとり2    | JA12MP   | AW139                            | 東京ヘリポート       | 東京都   |                            |
| 警視庁航空隊（警視庁）         | 警視庁航空隊（警視庁）             | おおとり3    | JA13MP   | AW139                            | 立川飛行場           | 警察庁   |                            |
| 警視庁航空隊（警視庁）         | 警視庁航空隊（警視庁）             | おおとり4    | JA14MP   | AB139                            | 東京ヘリポート       | 東京都   |                            |
| 警視庁航空隊（警視庁）         | 警視庁航空隊（警視庁）             | おおとり5    | JA15MP   | EC155-B1                         | 立川飛行場           | 東京都   |                            |
| 警視庁航空隊（警視庁）         | 警視庁航空隊（警視庁）             | おおとり6    | JA19MP   | SUBARU BELL 412EPX               | 立川飛行場           | 警察庁   |                            |
| 警視庁航空隊（警視庁）         | 警視庁航空隊（警視庁）             | おおとり7    | JA17MP   | ベル 412EP                       | 立川飛行場           | 警察庁   |                            |
| 警視庁航空隊（警視庁）         | 警視庁航空隊（警視庁）             | おおとり8    | JA18MP   | ベル 412EP                       | 立川飛行場           | 警察庁   | テロ対策機                 |
| 警視庁航空隊（警視庁）         | 警視庁航空隊（警視庁）             | はやぶさ1    | JA36MP   | AW109S                           | 立川飛行場           | 東京都   | 黒色                       |
| 警視庁航空隊（警視庁）         | 警視庁航空隊（警視庁）             | はやぶさ2    | JA32MP   | EC135-T2+                        | 立川飛行場           | 警察庁   |                            |
| 警視庁航空隊（警視庁）         | 警視庁航空隊（警視庁）             | はやぶさ3    | JA35MP   | AW109S                           | 立川飛行場           | 東京都   | 黒色                       |
| 警視庁航空隊（警視庁）         | 警視庁航空隊（警視庁）             | はやぶさ4    | JA34MP   | A109E                            | 立川飛行場           | 警察庁   |                            |
| 警視庁航空隊（警視庁）         | 警視庁航空隊（警視庁）             | おおぞら1    | JA03MP   | H215(AS332L1 Super Puma)         | 東京ヘリポート       | 東京都   |                            |
| 警視庁航空隊（警視庁）         | 警視庁航空隊（警視庁）             | おおぞら2    | JA04MP   | H225(EC225LP Super Puma Mk2+)    | 立川飛行場           | 警察庁   | 2022年5月更新 （ベルーガ） |
| 関東管区警察局                 | 茨城県警察航空隊（茨城県警察）     | ひばり       | JA18RK   | H135                             | 百里飛行場           | 警察庁   |                            |
| 関東管区警察局                 | 栃木県警察航空隊（栃木県警察）     | なんたい     | JA15TP   | BELL 429                         | 宇都宮飛行場         | 警察庁   | 2022年4月更新              |
| 関東管区警察局                 | 群馬県警察航空隊（群馬県警察）     | あかぎ       | JA01GP   | A109E                            | 群馬ヘリポート       | 警察庁   |                            |
| 関東管区警察局                 | 埼玉県警察航空隊（埼玉県警察）     | さきたま     | JA310A   | EC135-P2+                        | 入間基地             | 埼玉県   |                            |
| 関東管区警察局                 | 埼玉県警察航空隊（埼玉県警察）     | むさし       | JA634P   | BK117D-3                         | 入間基地             | 警察庁   | 2022年1月更新              |
| 関東管区警察局                 | 埼玉県警察航空隊（埼玉県警察）     | みつみね     | JA323N   | A109E                            | 入間基地             | 警察庁   |                            |
| 関東管区警察局                 | 千葉県警察航空隊（千葉県警察）     | かとり1      | JA91CP   | AW139                            | 成田国際空港         | 警察庁   |                            |
| 関東管区警察局                 | 千葉県警察航空隊（千葉県警察）     | かとり2      | JA92CP   | H135                             | 成田国際空港         | 警察庁   | 2022年1月更新              |
| 関東管区警察局                 | 千葉県警察航空隊（千葉県警察）     | かとり3      | JA93CP   | BK117C-2                         | 成田国際空港         | 警察庁   |                            |
| 関東管区警察局                 | 神奈川県警察航空隊（神奈川県警察） | はまかぜ     | JA14KP   | A109SP                           | 横浜ヘリポート       | 警察庁   |                            |
| 関東管区警察局                 | 神奈川県警察航空隊（神奈川県警察） | おおやま     | JA16KP   | BK117C-2                         | 横浜ヘリポート       | 警察庁   |                            |
| 関東管区警察局                 | 神奈川県警察航空隊（神奈川県警察） | たんざわ     | JA03KP   | AS365-N3                         | 横浜ヘリポート       | 警察庁   |                            |
| 関東管区警察局                 | 神奈川県警察航空隊（神奈川県警察） | かもめ       | JA07KP   | ベル 206L-4                      | 横浜ヘリポート       | 神奈川県 |                            |
| 関東管区警察局                 | 新潟県警察航空隊（新潟県警察）     | ときかぜ     | JA01NP   | ベル 412EP                       | 新潟空港             | 警察庁   |                            |
| 関東管区警察局                 | 新潟県警察航空隊（新潟県警察）     | はるかぜ     | JA02NP   | A109E                            | 新潟空港             | 警察庁   |                            |
| 関東管区警察局                 | 新潟県警察航空隊（新潟県警察）     | こしかぜ     | JA13NP   | AW139                            | 新潟空港             | 警察庁   |                            |
| 関東管区警察局                 | 山梨県警察航空隊（山梨県警察）     | はやて       | JA110Y   | ベル 412EP                       | 山梨県警察ヘリポート | 警察庁   |                            |
| 関東管区警察局                 | 長野県警察航空隊（長野県警察）     | やまびこ1    | JA01EE   | AW139                            | 松本空港             | 警察庁   | 2023年2月更新              |
| 関東管区警察局                 | 長野県警察航空隊（長野県警察）     | やまびこ2    | JA220E   | AW139                            | 松本空港             | 警察庁   |                            |
| 関東管区警察局                 | 静岡県警察航空隊（静岡県警察）     | ふじ2        | JA23PC   | AW139                            | 静浜基地             | 警察庁   | 納入待ち                   |
| 関東管区警察局                 | 静岡県警察航空隊（静岡県警察）     | ふじ3        | JA13PC   | A109E                            | 静浜基地             | 警察庁   |                            |
| 中部管区警察局                 | 富山県警察航空隊（富山県警察）     | つるぎ       | JA139T   | AW139                            | 富山空港             | 警察庁   |                            |
| 中部管区警察局                 | 石川県警察航空隊（石川県警察）     | いぬわし     | JA14PE   | Bell 429                         | 石川県警察ヘリポート | 警察庁   | 2022年4月更新              |
| 中部管区警察局                 | 福井県警察航空隊（福井県警察）     | くずりゅう   | JA110K   | EC135-T2+                        | 福井空港             | 警察庁   |                            |
| 中部管区警察局                 | 岐阜県警察航空隊（岐阜県警察）     | らいちょう2  | JA110G   | ベル 412EP                       | 岐阜基地             | 警察庁   |                            |
| 中部管区警察局                 | 愛知県警察航空隊（愛知県警察）     | あけぼの     | JA21AP   | ベル 412EP                       | 名古屋飛行場         | 警察庁   | テロ対策機                 |
| 中部管区警察局                 | 愛知県警察航空隊（愛知県警察）     | あさやけ1    | JA11AP   | BK117C-2                         | 名古屋飛行場         | 警察庁   |                            |
| 中部管区警察局                 | 愛知県警察航空隊（愛知県警察）     | あさやけ2    | JA6816   | BK117C-1                         | 名古屋飛行場         | 警察庁   |                            |
| 中部管区警察局                 | 愛知県警察航空隊（愛知県警察）     | あかつき     | JA6922   | A109E                            | 名古屋飛行場         | 警察庁   |                            |
| 中部管区警察局                 | 三重県警察航空隊（三重県警察）     | いせ         | JA06ME   | A109E                            | 津市伊勢湾ヘリポート | 警察庁   |                            |
| 中部管区警察局                 | 三重県警察航空隊（三重県警察）     | すずか       | JA10ME   | A109E                            | 津市伊勢湾ヘリポート | 警察庁   |                            |
| 近畿管区警察局                 | 滋賀県警察航空隊（滋賀県警察）     | いぶき       | JA110P   | A109E                            | 滋賀県警察ヘリポート | 警察庁   |                            |
| 近畿管区警察局                 | 京都府警察航空隊（京都府警察）     | みやこ       | JA6004   | A109E                            | 京都府警察ヘリポート | 警察庁   |                            |
| 近畿管区警察局                 | 京都府警察航空隊（京都府警察）     | へいあん     | JA6818   | BK117C-1                         | 京都府警察ヘリポート | 警察庁   |                            |
| 近畿管区警察局                 | 京都府警察航空隊（京都府警察）     | へいあん     | JA794U   | BK117D-3                         | 京都府警察ヘリポート | 警察庁   |                            |
| 近畿管区警察局                 | 大阪府警察航空隊（大阪府警察）     | つばさ       | JA10PD   | EC135-P2+                        | 八尾空港             | 警察庁   |                            |
| 近畿管区警察局                 | 大阪府警察航空隊（大阪府警察）     | はやかぜ     | JA6523   | AW139                            | 八尾空港             | 警察庁   |                            |
| 近畿管区警察局                 | 大阪府警察航空隊（大阪府警察）     | ちはや       | JA20PD   | H135                             | 八尾空港             | 警察庁   | 2022年3月更新              |
| 近畿管区警察局                 | 大阪府警察航空隊（大阪府警察）     | まいしま     | JA6868   | ベル 412EP                       | 八尾空港             | 警察庁   | テロ対策機                 |
| 近畿管区警察局                 | 大阪府警察航空隊（大阪府警察）     | おおわし     | JA6196   | AW139                            | 八尾空港             | 警察庁   |                            |
| 近畿管区警察局                 | 大阪府警察航空隊（大阪府警察）     | せんなり     | JA6956   | ベル 206L-4                      | 八尾空港             | 大阪府   |                            |
| 近畿管区警察局                 | 兵庫県警察航空隊（兵庫県警察）     | ひよどり     | JA110H   | アグスタ A109E Power             | 大阪国際空港         | 警察庁   |                            |
| 近畿管区警察局                 | 兵庫県警察航空隊（兵庫県警察）     | フェニックス | JA155H   | エアバス・ヘリコプターズ EC155B1 | 大阪国際空港         | 警察庁   |                            |
| 近畿管区警察局                 | 奈良県警察航空隊（奈良県警察）     | あすか       | JA110A   | A109E                            | 奈良県ヘリポート     | 警察庁   |                            |
| 近畿管区警察局                 | 和歌山県警察航空隊（和歌山県警察） | きのくに     | JA03WP   | EC135-P3                         | 南紀白浜空港         | 警察庁   |                            |
| 中国管区警察局                 | 鳥取県警察航空隊（鳥取県警察）     | さきゅう     | JA39GE   | A109SP                           | 鳥取空港             | 警察庁   |                            |
| 中国管区警察局                 | 島根県警察航空隊（島根県警察）     | ちどり       | JA02PC   | A109E                            | 出雲空港             | 警察庁   |                            |
| 中国管区警察局                 | 岡山県警察航空隊（岡山県警察）     | わしゅう     | JA110W   | A109E                            | 岡南飛行場           | 警察庁   |                            |
| 中国管区警察局                 | 広島県警察航空隊（広島県警察）     | みやじま2    | JA22HP   | A109E                            | 広島ヘリポート       | 警察庁   |                            |
| 中国管区警察局                 | 広島県警察航空隊（広島県警察）     | みやじま1    | JA11HP   | AS365-N3                         | 広島ヘリポート       | 警察庁   |                            |
| 中国管区警察局                 | 山口県警察航空隊（山口県警察）     | あきよし     | JA10YP   | A109E                            | 山口宇部空港         | 警察庁   |                            |
| 四国管区警察局                 | 徳島県警察航空隊（徳島県警察）     | しらさぎ     | JA110T   | EC135-T2+                        | 徳島空港             | 警察庁   |                            |
| 四国管区警察局                 | 香川県警察航空隊（香川県警察）     | さぬき       | JA110U   | EC155-B1                         | 高松空港             | 警察庁   |                            |
| 四国管区警察局                 | 愛媛県警察航空隊（愛媛県警察）     | いしづち     | JA03EP   | A109E                            | 松山空港             | 警察庁   |                            |
| 四国管区警察局                 | 高知県警察航空隊（高知県警察）     | くろしお     | JA02KP   | EC135-T2+                        | 高知空港             | 警察庁   |                            |
| 九州管区警察局                 | 福岡県警察航空隊（福岡県警察）     | とびうめ1    | JA03FP   | AS365-N3                         | 奈多ヘリポート       | 警察庁   |                            |
| 九州管区警察局                 | 福岡県警察航空隊（福岡県警察）     | とびうめ2    | JA01FP   | ベル 412EP                       | 奈多ヘリポート       | 警察庁   | テロ対策機                 |
| 九州管区警察局                 | 福岡県警察航空隊（福岡県警察）     | さちかぜ     | JA02FP   | EC135-P2+                        | 奈多ヘリポート       | 警察庁   |                            |
| 九州管区警察局                 | 福岡県警察航空隊（福岡県警察）     | ふくたか     | JA002P   | EC225LP Super Puma Mk2+          | 奈多ヘリポート       | 警察庁   | 国境離島警備隊             |
| 九州管区警察局                 | 佐賀県警察航空隊（佐賀県警察）     | かささぎ     | JA023G   | A109SP                           | 佐賀空港             | 警察庁   |                            |
| 九州管区警察局                 | 長崎県警察航空隊（長崎県警察）     | さいかい     | JA03NP   | ベル 429                         | 長崎空港             | 警察庁   |                            |
| 九州管区警察局                 | 熊本県警察航空隊（熊本県警察）     | おおあそ     | JA010K   | EC135-P3                         | 熊本空港             | 警察庁   |                            |
| 九州管区警察局                 | 大分県警察航空隊（大分県警察）     | ぶんご       | JA971V   | A109E                            | 大分空港             | 警察庁   |                            |
| 九州管区警察局                 | 宮崎県警察航空隊（宮崎県警察）     | ひむか       | JA110M   | EC135-T2+                        | 宮崎空港             | 警察庁   |                            |
| 九州管区警察局                 | 鹿児島県警察航空隊（鹿児島県警察） | はやと       | JA15KP   | AW139                            | 鹿児島空港           | 警察庁   |                            |
| 九州管区警察局                 | 沖縄県警察航空隊（沖縄県警察）     | しまもり     | JA01RP   | AW139                            | 那覇空港             | 警察庁   |                            |
| 九州管区警察局                 | 沖縄県警察航空隊（沖縄県警察）     | なんぷう     | JA22RP   | A109E                            | 那覇空港             | 警察庁   |                            |
| 九州管区警察局                 | 沖縄県警察航空隊（沖縄県警察）     | うりずん     | JA001P   | EC225LP Super Puma Mk2+          | 那覇空港             | 警察庁   | 国境離島警備隊             |

## 事故・インシデント
- 2002年6月15日、上空から不審者の追跡をしていた新潟県警ヘリコプター「ゆきかぜ」（ベル206L-3）が墜落した。搭乗者3人のうち県警航空隊長が左腕骨折などで3か月の重傷、操縦していた副操縦士と整備係員が軽いけがを負った。立ち木に接触したと考えられている。
- 2005年5月3日、交通渋滞の状況を調べていた静岡県警ヘリコプター「ふじ1号」（A109K2）が住宅街に墜落、炎上した。搭乗者5人全員が死亡したほか、アパートの屋根の一部を壊した。事故原因は燃料切れとされている。
- 2020年2月1日朝、会津[註 1]から福島空港[8]へ移植のための心臓を運んでいた[9]福島県警ヘリコプター「あづま2」(AW139)が郡山市内の田に墜落・横転した。移植用心臓は福島空港からチャーター機で羽田空港に移送され、東大病院へ運ばれる予定であった。事故後心臓はパトカーで福島空港に運ばれ、当初予定のチャーター機で羽田に移送、東京消防庁のヘリで東大病院に届けられたが、到着が遅れたこと等で移植した場合に心臓がうまく動くか保証できないと医師が判断し、移植は断念された[8]。搭乗者7人(警察官3人・整備士2人・医療関係者2人[9])全員が怪我を負い、うち福島県警地域企画課長や男性医師らの4人が重傷だった[8]。